# Východ 2018

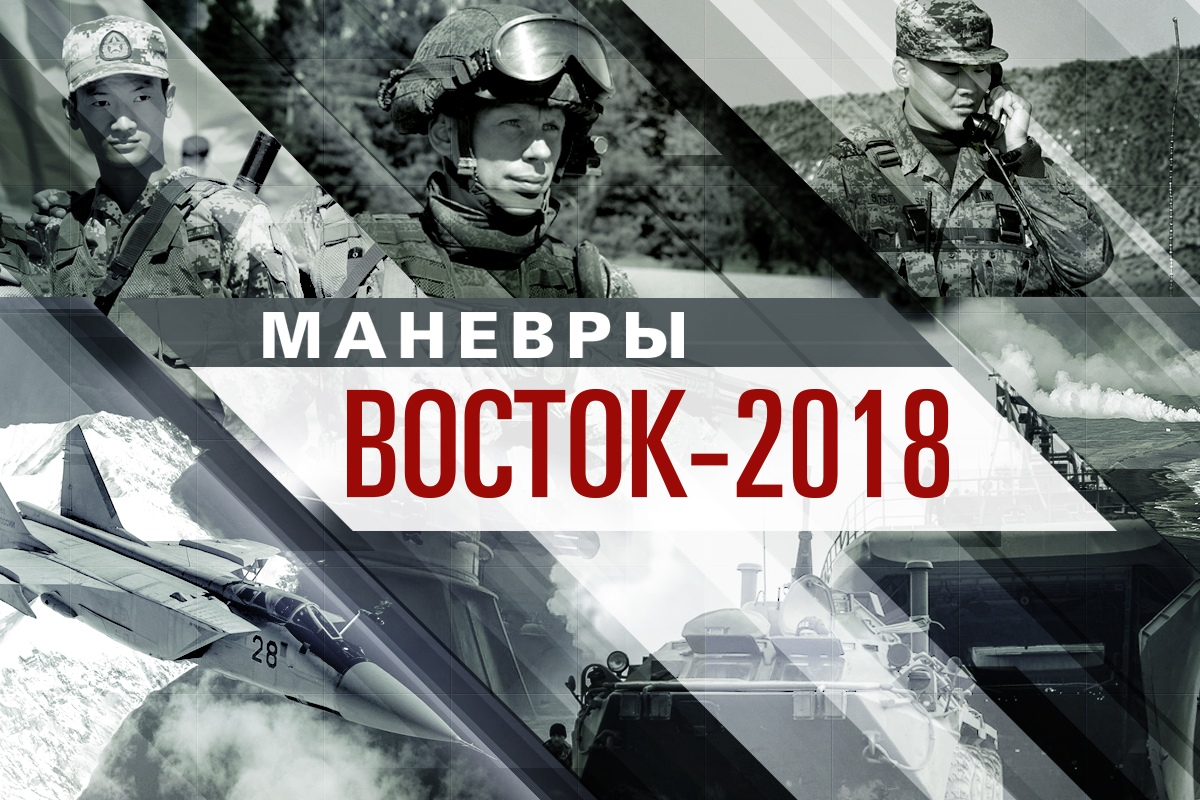
Logo akce

Východ 2018 (někdy Vostok 2018, rusky Восток-2018) je název rozsáhlého vojenského cvičení ruské armády, které probíhalo ve dnech 11. až 17. září 2018. Manévrů se podle oficiálních ruských zdrojů zúčastnilo na 300 000 ruských vojáků, společně s malým počtem příslušníků mongolské a čínské armády.

## Průběh cvičení

### Ohlášení a přípravy
Konání nového masivního cvičení oznámil ruský ministr obrany Sergej Šojgu v srpnu 2018, přičemž ohlásil účast 300 000 vojáků, přes 1000 vojenských letadel, vrtulníků a dronů, 80 bojových a pomocných plavidel a 36 tisíců vozidel, zejména tanků a obrněných transportérů. Šojgu manévry přirovnal k cvičení Západ-81, které však svým rozsahem i v některých dalších ohledech překonávají, stejně jako rozsah cvičení Západ 2017.
Cvičení přecházely několikatýdenní rozsáhlé, logisticky i finančně náročné přípravy, včetně přibližně 15 speciálních cvičení a rozsáhlé prověrky více než 260 000 vojáků, 900 tanků, 1000 letadel a 300 plavidel ve dnech 20. až 25. srpna 2018.

### Místo konání a účastníci

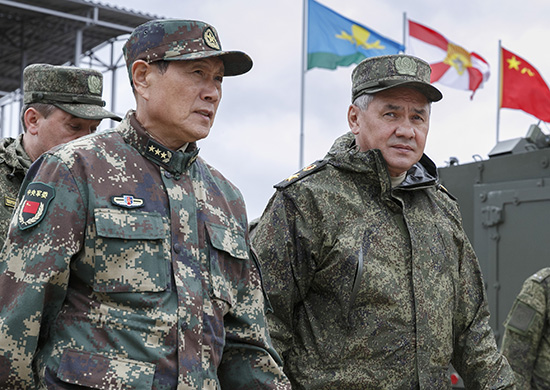
Ministři obrany Ruska a Číny Sergej Šojgu a Wej Feng-che během cvičení

Podle oficiální ruské ministerské zprávy manévry probíhaly ve dvou etapách – po úvodním rozmístění jednotek na Dálném východě a prověření jejich součinnosti následovalo prověření řízení obranných i útočných bojových operací. Místem konání cvičení bylo pět pěchotních vojenských prostorů (včetně rozsáhlého cvičiště Tělemba v Burjatsku) a pět cvičišť letectva a vojsk protivzdušné obrany ve středním a východním Rusku, námořní část probíhala v Beringově, Japonském a Ochotském moři.
Zúčastnily se jednotky Středního a Východního vojenského okruhu včetně výsadkářů, Tichooceánské a Severní loďstvo, a také elitní jednotky mongolské a čínské armády (přibližně 3200 čínských důstojníků a vojáků a několik stovek mongolských vojáků). Manévry řídil ministr obrany Sergej Šojgu a ve čtvrtek 13. září navštívil akci i prezident Vladimir Putin, jenž při této příležitosti ohlásil další posilování a modernizaci ruské armády. Generální štáb ruské armády pozval na cvičení celkem 91 pozorovatelů z 57 zemí.

### Výzbroj

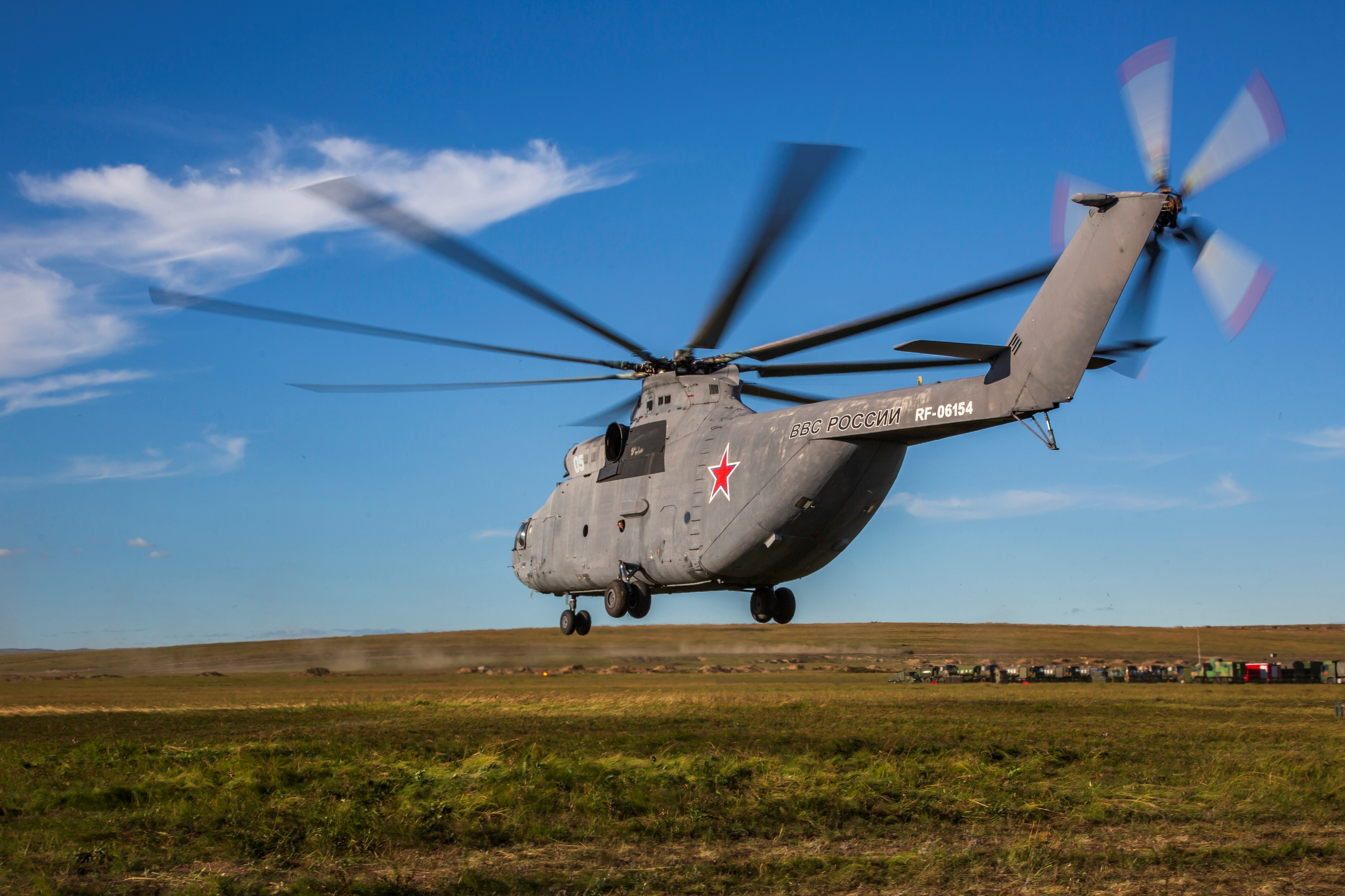
Ruský vrtulník Mi-26 během cvičení

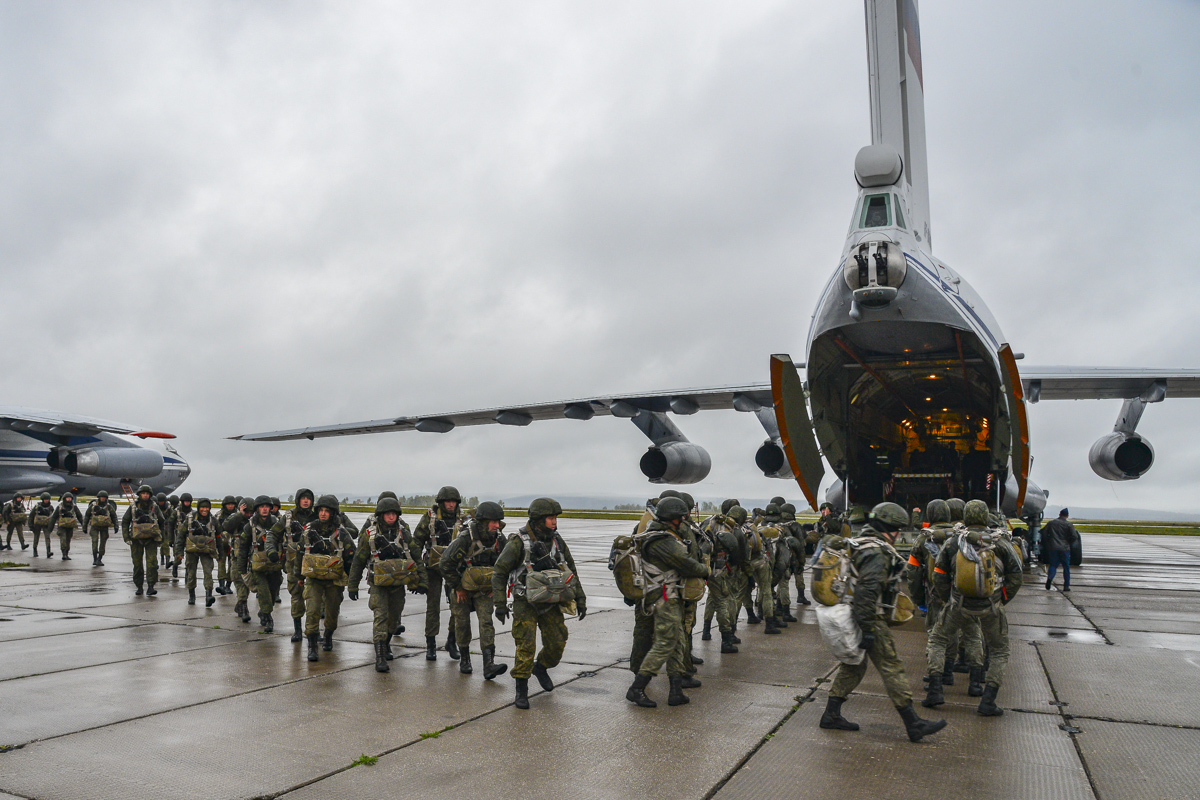
Ruští vojáci na základně Belaja v Irkutské oblasti

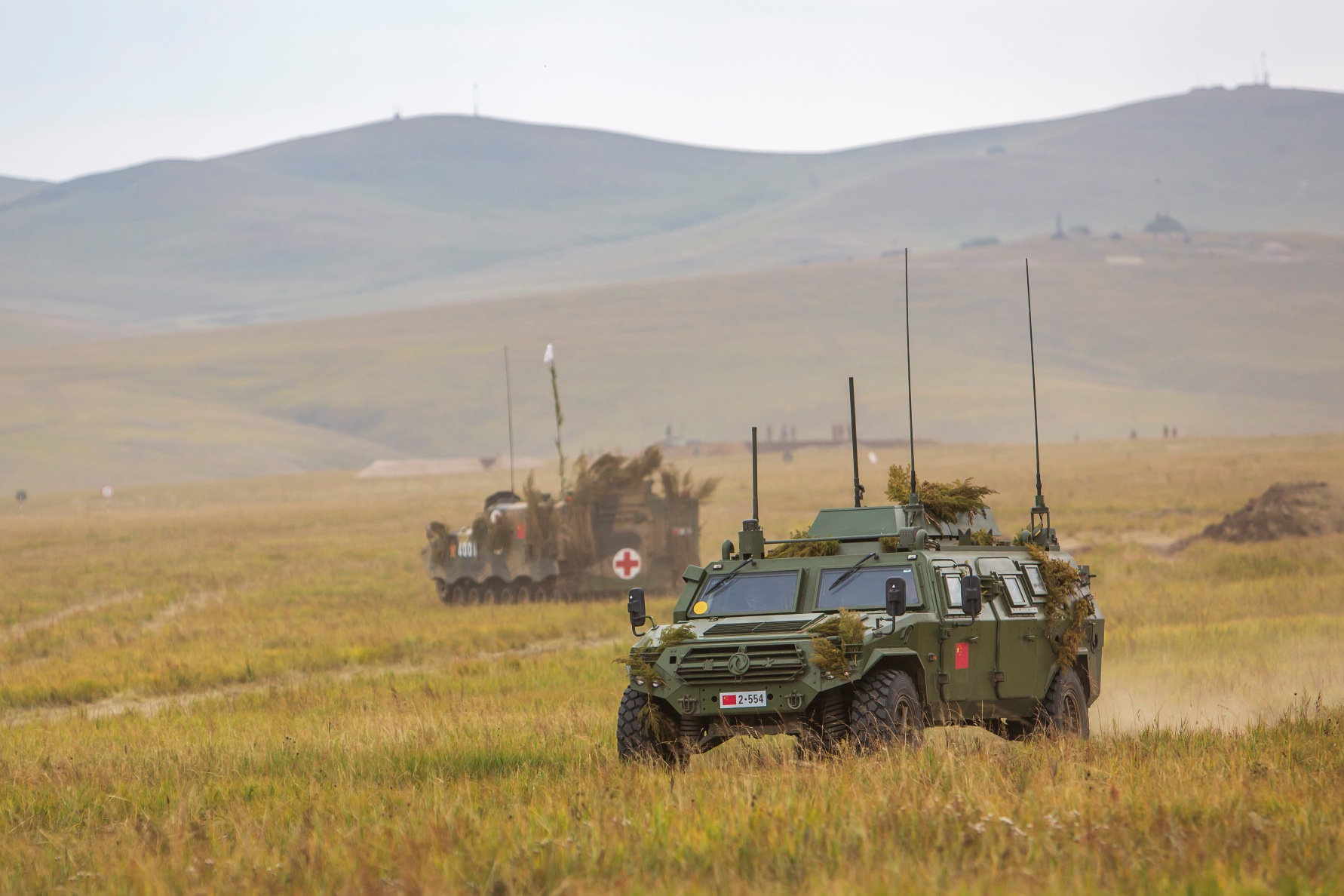
Čínské lehké obrněné vozidlo Dongfeng Mengshi CSK-131 během cvičení

Do akce byly zapojeny různé typy bojových vozidel (tanky, bojová vozidla pěchoty, obrněné transportéry a samohybné houfnice), raketové zbraně (raketomety a rakety krátkého doletu), různé typy letounů (stíhací letouny, vrtulníky a bezpilotní letadla) a jednotek válečného loďstva (torpédoborce, výsadkové lodě, menší protiponorková plavidla a další typy lodí).
Během cvičení měly být použity některé moderní zbraně ve výzbroji ruské armády, například letouny Su-34 a Su-35, plavidla s raketami s plochou dráhou letu Kalibr a rakety krátkého doletu schopné nést jadernou nálož Iskander. Ze starších ruských zbraní byly zapojeny například tanky T-80 a T-90. Čínská armáda zapojila 900 kusů vojenského vybavení a čínské letectvo poskytlo 6 letounů a 26 vrtulníků (konkrétně 9 strojů Z-9, 9 kusů Z-19 a původem ruské stroje Mi-17).

### Cvičení na moři
Za Severní loďstvo se cvičení mimo jiné zúčastnily protiponorkový torpédoborec projektu 1155 Viceadmiral Kulakov a velké výsadkové lodě projektu 775 Kondopoga a Alexandr Otrakovskij, které 11. září nacvičovaly výsadek námořní pěchoty a arktické motostřelecké brigády z Čukotského moře na pobřeží nedaleko mysu Vankarem. Brigáda se během dvou dnů přemístila za pomoci transportérů DT-10P z pobřeží Severního ledového oceánu do 270 km vzdálené obce Egvekinot na pobřeží Tichého oceánu. Dále se tyto lodě podílely 14. září spolu se záchrannou lodí projektu 1452 Pamir na nácviku záchrany ledoborce projektu 21180 Ilja Muromec v Beringově moři. Následujícího dne pak Viceadmiral Kulakov nacvičoval protiponorkový boj.
Dne 12. září provedl raketový torpédoborec Tichooceánského loďstva projektu 956 Bystryj spolu s dvojicí raketových člunů útok třemi protilodními střelami P-270 Moskit na cíl v Ochotském moři. Dne 14. září skupina sestávající z raketového křižníku projektu 1164 Varjag a protiponorkových torpédoborců projektu 1155 Admiral Vinogradov a Admiral Pantělejev spolu s dvěma skupinami malých protiponorkových plavidel provedla cvičení sestávající ze společného manévrování a přeskupení sil, organizaci společné protiletadlové a protiponorkové obrany a výměny dat. Součástí nácviku byl také doprovod nemocniční lodě projektu 320 Irtyš a výsadkových lodí, kterého se zúčastnil vedle Varjagu s protiponorkovými plavidly také torpédoborec Bystryj. Tichooceánské loďstvo reprezentovaly také velké výsadkové lodě projektu 775 Admiral Něvelskoj a Peresvět a projektu 1171 Nikolaj Vilkov. Lodě 11. září nacvičovaly nalodění vojenské techniky (bojová vozidla pěchoty BMP-2, samohybné houfnice 2S1 Gvozdika, obrněné transportéry BTR-82A a raketomety BM-21 Grad) v Desantním zálivu a spolu s menšími protiponorkovými plavidly v Zálivu Petra Velikého následnou obranu, manévrování a komunikaci výsadkového oddílu.

## Cíle a reakce
Cílem cvičení bylo prověření bojeschopnosti zapojených útvarů ruské armády a schopnosti vzájemné koordinace výsadkových jednotek, loďstva a dálkového a dopravního armádního letectva. K procvičovaným dovednostem patřily kromě bojových akcí i rychlé přesuny na velmi velké vzdálenosti až 7000 kilometrů a 4000 námořních mil a nácvik rozsáhlé mobilizace.
Podle oficiálních vyjádření Ruska měly manévry obranný charakter a nebyly namířeny proti žádnému konkrétnímu státu. Podle některých ruských komentátorů mělo cvičení demonstrovat sílu a operační schopnosti ruské armády v asijském regionu. Mluvčí NATO jej označil za nezodpovědnou demonstraci síly a důkaz déle trvajícího trendu zvyšování vojenské přítomnosti a rozpočtu Ruska. Podle názoru českého generála Petra Pavla byla akce přípravou na velký globální konflikt, přičemž počet zapojených vojáků přirovnal k největším bitvám druhé světové války.
Podobný názor publikovaly Britské listy.